# كاسر الحجر المغيار

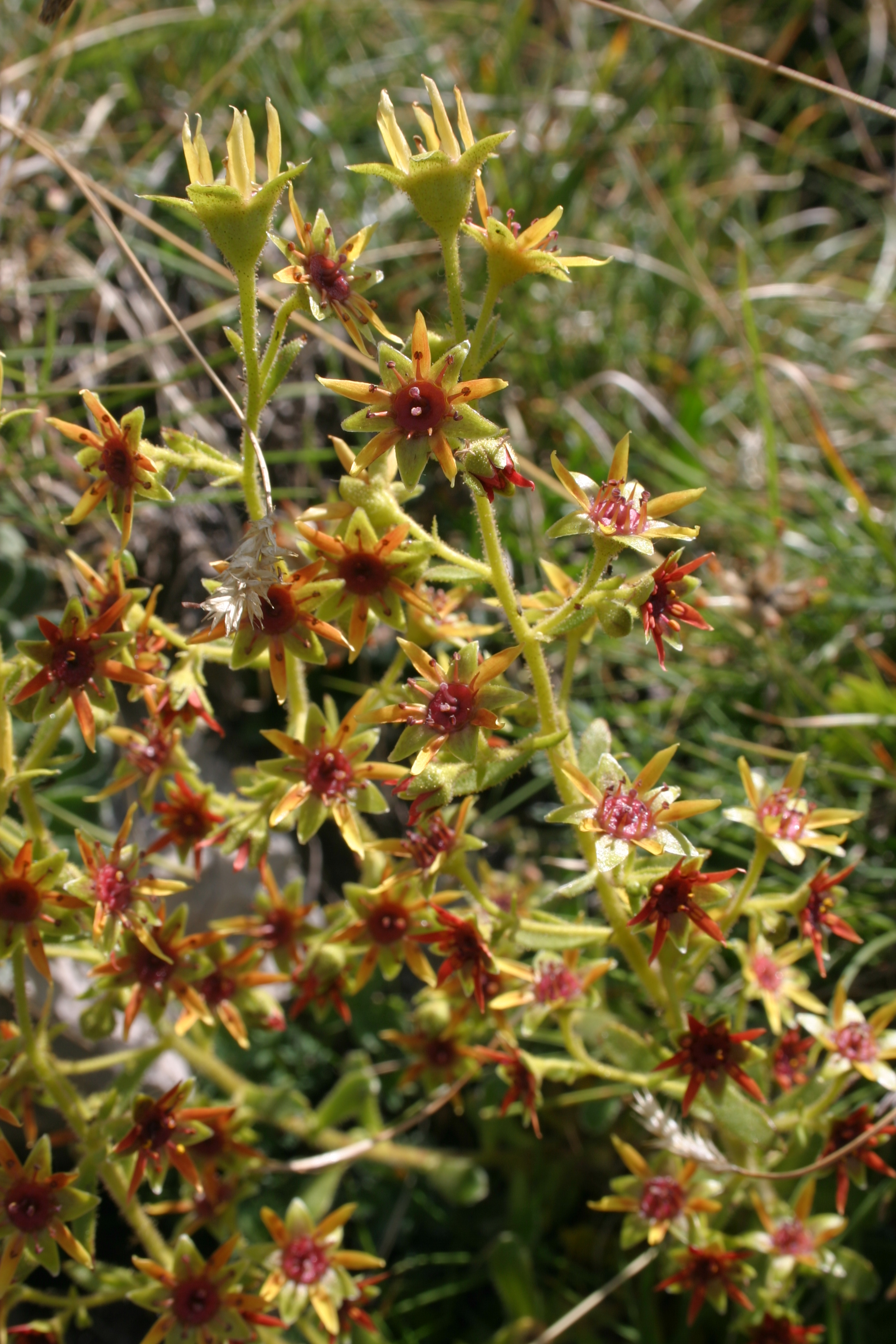

كاسر الحجر المغيار أو سفرس مغيار هو نوع من جنس كاسر الحجر في فصيلة كاسرات الحجر.